# Toumani Camara
Pour les articles homonymes, voir Camara.
Toumani Camara, né le 8 mai 2000 à Bruxelles en Belgique, est un joueur belge de basket-ball. Il évolue au poste d'ailier fort et mesure 2,01 m.

## Biographie

### Jeunesse
Camara est né à Bruxelles, en Belgique, le 8 mai 2000. Il commence le basket-ball à l'âge de 6 ans à l'ASA St-Hubert, à Watermael-Boitsfort. Il y reste jusqu'à ses 11 ans, où rejoindra le United Woluwe, à Woluwe-Saint-Lambert.
À 16 ans, il quitte la Belgique et rejoint l'école préparatoire de Chaminade-Madonna, à Hollywood, en Floride. À la fin de ce cursus, il attire l’œil des recruteurs universitaires et reçoit des propositions de plus de 25 universités. Il choisit l'université de Géorgie, où il a comme entraîneur Tom Crean, qui a aussi entraîné son idole Dwyane Wade.

### Carrière universitaire
Il joue la saison 2019-2020 et 2020-2021 de NCAA avec les Bulldogs de la Géorgie, mais quitte cette dernière pour rejoindre les Flyers de Dayton, pour la saison 2021-2022. À la fin de cette saison, il compte s'inscrire à la draft 2022 de la NBA, mais après quelques tests, il se retire du processus. La saison 2022-2023 de la NCAA est sa meilleure, avec près de 14 points par matchs, mais également sa dernière, car en fin de saison, il décide de s'inscrire à la draft 2023 de la NBA. Il est invité au Draft Combine quelque temps plus tard.

### Carrière professionnelle

#### Trail Blazers de Portland (depuis 2023)
Le 22 juin 2023, il est drafté par les Suns de Phoenix en 52e position et devient le deuxième Belge à être drafté en NBA, après Axel Hervelle. Le 4 juillet 2023, Camara signe un contrat de 7 millions de dollars sur quatre ans, comprenant une option pour les trois dernières années, et se verra attribuer le numéro 20 au sein du collectif, et devient le deuxième joueur belge à jouer en NBA, après Didier Mbenga.
Camara débute avec le maillot des Suns lors de la NBA Summer League 2023 à Las Vegas, en juillet 2023. Il dispute quatre matchs, affichant 16,3 points, 7 rebonds et 2 passes décisives de moyenne. Lors du dernier match, il réalise un double-double contre les Grizzlies de Memphis, avec 20 points et 10 rebonds en 23 minutes de jeu.
En septembre 2023, Toumani Camara est transféré vers les Trail Blazers de Portland dans un échange impliquant les Trail Blazers, les Suns et les Bucks.

## Palmarès et distinctions personnelles

### NBA
- NBA All-Defensive Second Team (2025)[8].
- Élu défenseur du mois de la Conférence Ouest en février de la saison 2024-2025[9].

### Universitaire
- First-team All-Atlantic 10 (2023)
- Third-team All-Atlantic 10 (2022)
- Atlantic 10 All-Defensive team (2023)

## Statistiques
gras = ses meilleurs performances

### Universitaires
Statistiques en NCAA de Toumani Camara
| Saison    | Équipe  | Matchs | Titul. | Min./m | % Tir | % 3pts | % LF | Rbds/m. | Pass/m. | Int/m. | Ctr/m. | Pts/m. |
| --------- | ------- | ------ | ------ | ------ | ----- | ------ | ---- | ------- | ------- | ------ | ------ | ------ |
| 2019-2020 | Géorgie | 32     | 22     | 23,9   | 49,4  | 17,2   | 62,5 | 4,31    | 0,66    | 0,59   | 0,56   | 6,56   |
| 2020-2021 | Géorgie | 25     | 20     | 28,4   | 48,6  | 26,3   | 62,1 | 7,72    | 1,56    | 1,2    | 1,12   | 12,76  |
| 2021-2022 | Dayton  | 34     | 34     | 27,1   | 51,00 | 33,8   | 59,1 | 6,85    | 1,59    | 0,82   | 0,76   | 10,91  |
| 2022-2023 | Dayton  | 34     | 30     | 30.00  | 54,6  | 36,3   | 66,9 | 8,65    | 1,74    | 1,24   | 0,82   | 13,94  |

### Professionnelles

#### Saison régulière
| Saison    | Équipe   | Matchs | Titul. | Min./m | % Tir | % 3pts | % LF | Rbds/m. | Pass/m. | Int/m. | Ctr/m. | Pts/m. |
| --------- | -------- | ------ | ------ | ------ | ----- | ------ | ---- | ------- | ------- | ------ | ------ | ------ |
| 2023-2024 | Portland | 70     | 49     | 24,8   | 45,0  | 33,7   | 75,8 | 4,90    | 1,24    | 0,94   | 0,47   | 7,53   |
| 2024-2025 | Portland | 78     | 78     | 32,7   | 45,8  | 37,5   | 72,2 | 5,77    | 2,24    | 1,49   | 0,64   | 11,31  |
| Carrière  | Carrière | 148    | 127    | 29,0   | 45,5  | 36,3   | 73,8 | 5,36    | 1,77    | 1,23   | 0,56   | 9,52   |

## Records sur une rencontre en NBA
Les records personnels de Toumani Camara en NBA sont les suivants, :
| Type de statistique        | Saison régulière | Saison régulière                  | Saison régulière |
| Type de statistique        | Record           | Adversaire                        | Date             |
| -------------------------- | ---------------- | --------------------------------- | ---------------- |
| Points                     | 24               | Thunder d'Oklahoma City           | 26 janvier 2025  |
| Paniers marqués            | 8                | 2 fois                            | 2 fois           |
| Paniers tentés             | 21               | Nets de Brooklyn                  | 14 janvier 2025  |
| Paniers à 3 points réussis | 5                | 4 fois                            | 4 fois           |
| Paniers à 3 points tentés  | 11               | Nets de Brooklyn                  | 14 janvier 2025  |
| Lancers francs réussis     | 6                | @ Pelicans de La Nouvelle-Orléans | 8 janvier 2025   |
| Lancers francs tentés      | 6                | 2 fois                            | 2 fois           |
| Rebonds offensifs          | 7                | Heat de Miami                     | 11 janvier 2025  |
| Rebonds défensifs          | 9                | 2 fois                            | 2 fois           |
| Rebonds totaux             | 14               | Kings de Sacramento               | 6 février 2025   |
| Passes décisives           | 6                | 2 fois                            | 2 fois           |
| Interceptions              | 5                | Lakers de Los Angeles             | 20 février 2025  |
| Contres                    | 4                | Spurs de San Antonio              | 13 décembre 2024 |
| Balles perdues             | 6                | @ Timberwolves de Minnesota       | 8 novembre 2024  |
| Minutes jouées             | 45               | Suns de Phoenix                   | 3 février 2025   |

- Double-double : 6
- Triple-double : 0

Dernière mise à jour : 6 avril 2025